# Орайон (тауншип, Миннесота)
Орайон (англ. Orion) — тауншип в округе Олмстед, Миннесота, США. На 2000 год его население составило 614 человек.

## География
По данным Бюро переписи населения США площадь тауншипа составляет 92,4 км², из которых 92,4 км² занимает суша, водоёмов нет.

## Демография
По данным переписи населения 2000 года здесь находились 614 человек, 226 домохозяйств и 176 семей.  Плотность населения —  6,6 чел./км².  На территории тауншипа расположено 232 постройки со средней плотностью 2,5 построек на один квадратный километр. Расовый состав населения: 96,58 % белых, 1,79 % афроамериканцев, 0,65 % — других рас США и 0,98 % приходится на две или более других рас. Испанцы или латиноамериканцы любой расы составляли 0,65 % от популяции тауншипа.
Из 226 домохозяйств в 34,5 % воспитывались дети до 18 лет, в 67,7 % проживали супружеские пары, в 5,3 % проживали незамужние женщины и в 21,7 % домохозяйств проживали несемейные люди. 17,7 % домохозяйств состояли из одного человека, при том 6,2 % из — одиноких пожилых людей старше 65 лет. Средний размер домохозяйства — 2,72, а семьи — 3,08 человека.
27,0 % населения — младше 18 лет, 8,3 % — в возрасте от 18 до 24 лет, 28,0 % — от 25 до 44, 23,3 % — от 45 до 64, и 13,4 % — старше 65 лет. Средний возраст — 38 лет. На каждые 100 женщин приходилось 112,5 мужчин.  На каждые 100 женщин старше 18 приходилось 111,3 мужчин.
Средний годовой доход домохозяйства составлял 52 321 доллар, а средний годовой доход семьи —  56 932 доллара. Средний доход мужчин —  39 028  долларов, в то время как у женщин — 25 583. Доход на душу населения составил 24 533 доллара. За чертой бедности находились 2,3 % семей и 4,3 % всего населения тауншипа, из которых 17,9 % старше 65 лет.